# Marcel Mamers
Marcel „Max” Mamers – francuski kierowca wyścigowy.

## Kariera
Mamers rozpoczął karierę w międzynarodowych wyścigach samochodowych w 1970 roku od startów w Formule France. Z dorobkiem trzech punktów uplasował się tam na 24 pozycji w klasyfikacji generalnej. W późniejszych latach Francuz pojawiał się także w stawce Francuskiej Formuły Renault, 24-godzinnego wyścigu Le Mans, World Challenge for Endurance Drivers, World Championship for Drivers and Makes, Porsche 944 Turbo Cup France oraz French Supertouring Championship.